# 秋山謙蔵
秋山 謙蔵（あきやま けんぞう、1903年（明治36年）2月1日 - 1978年（昭和53年）3月5日）は、日本の歴史学者。号は一石。
日中関係史、琉球貿易などの研究で知られる。大正大学教授、國學院大學教授、女子美術大学教授などを歴任した。大日本言論報国会理事。主著に『日支交渉史話』『日支交渉史研究』。

## 経歴
広島県比婆郡西城町（現・庄原市）に生まれる。旧姓は江木。1925年に第七高等学校造士館を卒業し、東京帝国大学文学部国史学科に入学、1928年に卒業、同大学院に入学。
国史学科卒業後すぐに史学会委員となり、東洋史学者の中山久四郎や日本歌謡史研究者の高野辰之のところに出入りする。国史学科の1年後輩にあたる森克己によれば、当時、高野辰之は「秋山は近年国史学界の生んだ鬼才ではないか?」と評していたという。また三上参次からもその俊才を愛されていたという。一方で、マルクス主義の影響を受け、講座派の服部之総らのグループとも親交を深め、『史学雑誌』に羽仁五郎の論文を掲載させたりしている。
1931年（昭和6年）2月、三島一、志田不動麿、松田壽男らとともに「庚午会」を結成。1932年（昭和7年）12月、庚午会を発展的に解消し、歴史学研究会を設立した。「歴史学研究会」という呼称を発案したのは秋山で、それを「歴研」と略したのは松田だとされる。
1931年、大正大学教授。1939年 - 1944年（昭和14年 - 19年）、國學院大學文学部教授。
1942年（昭和17年）12月23日、大日本言論報国会の設立に際し理事に就任。このことと戦時中の言論活動が原因となり、戦後、公職追放を受けた。
1951年（昭和26年）、追放指定取消。1954年 - 1968年（昭和29年 - 43年）、女子美術大学芸術学部教授。1956年（昭和31年）東京女学館短期大学教授を兼任、1970年（昭和45年）から専任。戦後は文学研究に従事する。
1978年（昭和53年）3月5日、直腸癌のため東京都新宿区の病院で死去。

## 研究業績と評価
琉球貿易史研究の草分けの一人である。高良倉吉は、1979年（昭和54年）の時点で、秋山の『日支交渉史研究』（1939年）を「今でも古琉球期の対外交易史に関する研究の到達水準を示す作品」と高く評価している。秋山によれば、琉球貿易史研究を志したきっかけは、1924年（大正13年）春に沖縄を訪れ、「豪壮なる首里城が荒廃の極に達してゐるのを見、旧くは此の地方を中心とする華かな対外交渉の時代があつたことを推察し、それが何故この状態に立ち到つたかについて深刻なる反省を促されたからである」という。
1928年（昭和3年）、『史学雑誌』第39編第3号に論文「Goresは琉球人である」を発表。16世紀のポルトガル語史料に見える「ゴーレス」と呼ばれる人々について、それまで日本人研究者の間では通説だった日本人説をしりぞけ、琉球人説を主張し、前嶋信次・岡本良知・藤田元春らとの間に「ゴーレス論争」を巻き起こした。また、『隋書』に見える「流求国」について、沖縄説の立場から、台湾説を主張する和田清に論争を挑んでいる。さらに、日宋貿易をめぐり森克己に論争を挑んだ。
森克己によれば、1936年（昭和11年）10月に秋山と森が和田英松宅で論争を戦わせ、その晩に仲直りの盃を挙げた際、秋山は森に「森君今世の中はどんどん変わりつつある。いつまでも君のようなことをいっていたら、時勢に遅れてしまうよ。僕は時勢に遅れないように、この辺で方針を変えてゆくつもりだ」と語ったという。森は、「私との論争が秋山氏の学究活動の最後で、あれから秋山氏は急速にジャーナリズムの波に乗り、行きついた先はパージであった」と述懐している。
戦時中は売れっ子となり、全国各地を講演して回った。清沢洌は『暗黒日記』の中で、「大東亜戦争に導いた民間学者の中で最たるものが二人ある。徳富蘇峰と秋山謙蔵だ。この二人が在野戦争責任者だ。」と評している。『暗黒日記』には、秋山がたびたび新聞やラジオなどで元寇と神風の話をしていたことが見える。
著書は多いが、大部分が概説・評論・随筆のたぐいであり、学術的著作といえるのは『日支交渉史話』（1935年）・『日支交渉史研究』（1939年）・『東亜交渉史論』（1944年）の3冊程度に限られている。

## 著書
- 『日明関係』〈岩波講座日本歴史〉（岩波書店、1933年11月）
- 『支那人の観たる日本』〈岩波講座東洋思潮〉（岩波書店、1934年7月）
- 『日支交渉史話』（内外書籍、1935年1月）
- 『日本全史 2 鎌倉時代史 足利時代史』（平凡社、1935年8月）
- 『外交史』〈歴史教育講座 第9輯〉（歴史教育研究会、1935年12月）
- 『日本人の対外発展と倭寇』（啓明会事務所、1938年10月）
- 『日支交渉史研究』（岩波書店、1939年4月）
- 『歴史と現実』（創元社、1940年1月）
- 『歴史と環境』（創元社、1940年10月）
- 『歴史の前進』（四海書房、1940年）
- 『日本の歴史』（岩波書店、1941年）
- The History of Nippon, translated by Toshirō Shimanouchi, Kokusai Bunka Shinkokai, 1941.
- 『歴史の確認』（三笠書房、1942年1月）
- 『歴史の創造』（三笠書房、1942年）
- 『日本歴史の内省』（岩波書店、1943年3月）
- 『日本世界観』（第一書房、1943年6月）
- 『我等の大東亜』（誠文堂新光社、1943年9月）
- 『新日本美論』（大雅堂、1943年11月）
- 『日本文化の推進』（明治書房、1943年）
- 『東亜交渉史論』（第一書房、1944年3月）
- 『歴史の意志』（八雲書店、1944年7月）
- 『新日本文化史』[22]
- 『漱石の人間像』[22]